# Per-Ulrik Johansson
Per-Ulrik Johansson, född 6 december 1966 i Västervik, är en svensk professionell golfspelare.
Johansson blev professionell 1990 och året efter vann han sin första tävling på PGA European Tour och det året blev han även årets nykomling på touren. Han kom med på den amerikanska PGA-touren 2001.
Han har deltagit i Ryder Cup två gånger (1995, 1997), World Cup tre gånger (1991, 1992, 1997) och Alfred Dunhill Cup fem gånger (1991, 1995, 1996, 1997, 1998).
Johansson har vunnit mer än 47 miljoner kronor under sin karriär. Efter sin aktiva golfkarriär har han varit verksam som SVT:s golfexpert.
Han är gift med en syster till Jesper Parnevik, och är svärson till Bosse Parnevik.

## Meriter

### Segrar på Europatouren
- 2007 Russian Open
- 1997 Alamo English Open, Smurfit European Open
- 1996 Smurfit European Open
- 1994 Chemapol Trophy Czech Open
- 1991 Renault Belgian Open

### Lagsegrar
- 1991 World Cup, Alfred Dunhill Cup
- 1995 Ryder Cup
- 1997 Ryder Cup

### Amatörsegrar
- 1990 NCAA Championship
- 1989 Scandinavian Amateur Open
- 1987 Leven Gold Medal

### Utmärkelser
- 1991 Sir Henry Cotton Rookie of the Year Award